# Maojian
Der Stadtbezirk Maojian (chinesisch 茅箭区, Pinyin Máojiàn Qū) ist ein Stadtbezirk, der zum Verwaltungsgebiet der bezirksfreien Stadt Shiyan im Nordwesten der chinesischen Provinz Hubei gehört. Er hat eine Fläche von 540 km² und zählt 425.600 Einwohner (Stand: Ende 2019).

## Administrative Gliederung
Auf Gemeindeebene setzt sich der Stadtbezirk aus vier Straßenvierteln, einer Großgemeinde und zwei Gemeinden zusammen. 